# Битка на Вуксану
Према претходном договору са Саватијем Милошевићем, Коста Миловановић-Пећанац, нови војвода скопске Црне Горе, очекивао је на Васкрс (30. априла) изнад манастира Матејче, код Вуксана долазак велике групе четника. Четници су били предвиђени за Порече. Његова чета од 35 људи требало је да спроведе Саватијеве четнике кроз скопску Црну Гору и обезбеди им храну за пут. Са собом је због тога носила велику количину хлеба.
Изненада у зору, на сам дан Васкрса, Пећанчева чета је опкољена турском војском која је била опремљена брдском артиљеријом. Борба је трајала до дубоко у ноћ, када су се четници без жртава пробили кроз турски обруч. Према Кости Пећанцу, четири погинула четника су страдала рано ујутро на положају Црна Гора од изненадног турског плотуна. Турци су имали 40 мртвих и рањених.
Од четника су погинули Јован Ђорђевић, Алекса Шаговић, Трајко Зафировић и Петар Сиринћанин.